# Wielimowo
Wielimowo (appelé Wilmsdorf jusqu'en 1945) est un village polonais de la voïvodie de Varmie-Mazurie, dans le powiat d'Ostróda.